# Fremdwasser
Fremdwasser bezeichnet in der Abwassertechnik Wasser, das ungewollt in die Kanalisation eindringt, sich mit dem Abwasser vermischt und gemeinsam abfließt. Nach DIN 4045 handelt es sich dabei um durch Undichtigkeit in die Kanalisation eindringendes Grundwasser, unerlaubt über Fehlanschlüsse eingeleitetes Wasser sowie bei einem Schmutzwasserkanal durch z. B. Abdeckungen von Kanalschächten zufließendes Oberflächenwasser. Auch durch die Kanalisation abgeleitetes Bach- oder Drainagewasser wird zum Fremdwasser gezählt.

## Bedeutung
Da das Fremdwasser die Kapazität von Abwasserleitungen und Kläranlagen unnötig in Anspruch nimmt, stellt es eine unnötige wirtschaftliche und ökologische Belastung dar. In älteren, nur mäßig überwachten Kanälen kann es bei Niederschlägen ein Vielfaches des Schwarzwassers ausmachen. In ungünstigen Fällen bewirkt es ein Anspringen des Regenüberlaufes im Kanal oder im Zulauf der Kläranlage und damit einen Eintrag von ungereinigtem Abwasser in ein Gewässer.
Bei der Trennkanalisation gibt es daher seitens der Betreiber immer das Bestreben, den Fremdwasseranteil zu minimieren, indem Kanäle und Schächte weitestgehend wasserdicht gehalten werden. Fehlanschlüsse kann man häufig identifizieren, indem man den Kanal mit einem künstlichen Nebel beschickt. Steigt dieser durch einen Straßenablauf oder an einer Dachrinne aus, so liegt ein Fehlanschluss vor. Der Grundstückseigentümer wird dann in der Regel dazu aufgefordert, diesen Anschluss zu korrigieren.

## Messung
Der Anteil des Fremdwassers am gesamten Abwasser ist nur indirekt zu ermitteln. Folgende Methoden haben sich etabliert:
- minimaler Zufluss bei Nacht
- Jahresschmutzwassermethode
  - Dreiecksmethode (nur Jahresdurchschnitt)
- gleitendes Minimum (Fremdwasserjahresgang)[3]
- δ18OH2O-Isotopenmethode (nur wenn Trinkwasser und lokales Grundwasser sich unterscheiden)[4]